# 堀越大蔵
堀越 大蔵（ほりこし だいぞう、1996年9月14日 - ）は、神奈川県逗子市出身のプロサッカー選手。Jリーグ・FC大阪所属。ポジションはフォワード。

## 来歴
多摩大学目黒中学校・高等学校から東海大学を経て、2019年1月11日にシンガポールプレミアリーグのアルビレックス新潟シンガポールへ加入。2019シーズン、19試合に出場し6得点を記録した。シーズン終了後、SPL2019年間アワードのベストイレブンにノミネートされた。
2020年2月7日、AFCカップ2020に出場するフィリピン・フットボールリーグのカヤFC-イロイロに移籍。
2022-23シーズンは、リーグ戦で15得点を挙げ、クラブの優勝に貢献。また自身も得点王および最優秀選手に輝いた。
2024年、タイ・リーグ1のトラートFCに移籍。
同年9月、古巣のカヤFC-イロイロに移籍。
2024年12月28日、J3リーグのFC大阪に移籍。日本国内のクラブと契約するのも、Jリーグでのプレーもキャリアで初となる。

## 所属クラブ
- 逗子リトル
- 船越FC
- 多摩大学目黒中学校
- 多摩大学目黒高等学校
- 東海大学
- 2019年  アルビレックス新潟シンガポール
- 2020年 - 2023年  カヤFC-イロイロ
- 2024年1月 - 8月  トラートFC
- 2024年9月 - 12月  カヤFC-イロイロ
- 2025年 -  FC大阪

## 個人成績
| 国内大会個人成績 | 国内大会個人成績 | 国内大会個人成績 | 国内大会個人成績 | 国内大会個人成績 | 国内大会個人成績 | 国内大会個人成績 | 国内大会個人成績 | 国内大会個人成績 | 国内大会個人成績 | 国内大会個人成績 | 国内大会個人成績 |
| 年度             | クラブ           | 背番号           | リーグ           | リーグ戦         | リーグ戦         | リーグ杯         | リーグ杯         | オープン杯       | オープン杯       | 期間通算         | 期間通算         |
| 年度             | クラブ           | 背番号           | リーグ           | 出場             | 得点             | 出場             | 得点             | 出場             | 得点             | 出場             | 得点             |
| シンガポール     | シンガポール     | シンガポール     | シンガポール     | リーグ戦         | リーグ戦         | リーグ杯         | リーグ杯         | シンガポール杯   | シンガポール杯   | 期間通算         | 期間通算         |
| ---------------- | ---------------- | ---------------- | ---------------- | ---------------- | ---------------- | ---------------- | ---------------- | ---------------- | ---------------- | ---------------- | ---------------- |
| 2019             | 新潟S            | 8                | プレミア         | 19               | 6                | -                | -                | 3                | 2                | 22               | 8                |
| フィリピン       | フィリピン       | フィリピン       | フィリピン       | リーグ戦         | リーグ戦         | リーグ杯         | リーグ杯         | オープン杯       | オープン杯       | 期間通算         | 期間通算         |
| 2020             | カヤ-イロイロ    | 20               | PFL              | 5                | 0                | -                | -                | 0                | 0                | 5                | 0                |
| 2021             | カヤ-イロイロ    | 20               | PFL              | 0                | 0                | 2                | 2                | 0                | 0                | 2                | 2                |
| 2022             | カヤ-イロイロ    | 20               | PFL              | 0                | 0                | 5                | 6                | 0                | 0                | 5                | 6                |
| 2022-23          | カヤ-イロイロ    | 20               | PFL              | 20               | 15               | 0                | 0                | 0                | 0                | 20               | 15               |
| 通算             | シンガポール     | シンガポール     | プレミア         | 19               | 6                | -                | -                | 3                | 2\|\|\|22\|\|8   |                  |                  |
| 通算             | フィリピン       | フィリピン       | PFL              | 25               | 15               | 7                | 8                | 0                | 0\|\|\|32\|\|23  |                  |                  |
| 総通算           | 総通算           | 総通算           | 総通算           | 44               | 21               | 7                | 8                | 3                | 2                | 54               | 31               |

出場歴
- Jリーグ初出場・初得点 - 2025年2月16日 J3第1節 FC岐阜戦 (東大阪市花園ラグビー場)

その他の国際公式戦
- 2021年
  - AFCチャンピオンズリーグ・プレーオフ 1試合0得点
- 2022年
  - AFCチャンピオンズリーグ・プレーオフ 1試合0得点

| 国際大会個人成績 | 国際大会個人成績 | 国際大会個人成績 | 国際大会個人成績 | 国際大会個人成績 |
| 年度             | クラブ           | 背番号           | 出場             | 得点             |
| AFCカップ        | AFCカップ        | AFCカップ        | AFCカップ        | AFCカップ        |
| ---------------- | ---------------- | ---------------- | ---------------- | ---------------- |
| 2020             | カヤ-イロイロ    | 20               | 3                | 0                |
| AFC              | AFC              | AFC              | ACL              | ACL              |
| 2021             | カヤ-イロイロ    | 20               | 6                | 0                |
| AFCカップ        | AFCカップ        | AFCカップ        | AFCカップ        | AFCカップ        |
| 2022             | カヤ-イロイロ    | 20               | 1                | 0                |
| 通算             | AFC              | AFC              | 10               | 0                |

## タイトル

### クラブ

#### カヤFC-イロイロ
- フィリピン・フットボールリーグ：1回（2022-23）

### 個人
- フィリピン・フットボールリーグ最優秀選手（2022-23）
- フィリピン・フットボールリーグ：得点王1回（2022-23）